# 마하라자
마하라자(산스크리트어: महाराजा)는 산스크리트어로 "위대한 통치자", "대왕" 또는 "상급왕"을 뜻하는 호칭이다.
마우리아 제국이나 굽타 제국 등 고대 인도의 몇몇 군주국들은 비공식적으로 제국으로 불렸다. '칭호 인플레이션'으로 인해 곧 대부분의 제국들은 실제 권력이 평범하거나 심지어 사소한 것이었고, 이로 인해 일부 제국들은 계급을 구분하기 위해 다른 노력들 중에서도 복합적인 칭호를 사용하게 되었다.
여성형에 해당하는 마하라니, 마하라지니 또는 마하라진은 문자 그대로 '위대한 여왕 또는 왕비'로, 마하라자(또는 마하라나, 마하라오, 마하라왈)의 아내 또는 관습적으로 남편 없이 통치하는 여왕을 가리키는 말이다. 마하라자의 미망인은 라자마타, 즉 "태후"로 알려져 있다. 마하라자쿠마라는 일반적으로 마하라자의 아들을 의미하지만, 상속인(왕세자)의 경우 유바라자를 포함하여 각 궁정에서 더 구체적인 칭호를 사용하는 경우가 많다. "마하라즈"라는 형식은 귀족 칭호와 종교적 직책을 구분하는 것을 나타내지만 힌디어에서는 접미사 -a가 무음이기 때문에 두 직책은 거의 동음이의어에 가깝다.

## 같이 보기
- 마하라자와 세포이
- 라자
- 락슈미 바이